# Naturschutzgebiet Radegasttal
Koordinaten: 53° 46′ 13,2″ N, 11° 3′ 31,6″ O

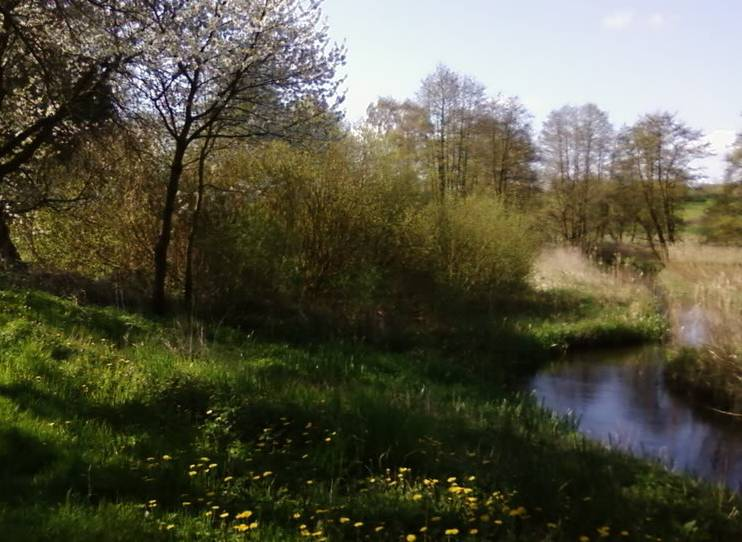
Feuchtwiesen und Bachlauf

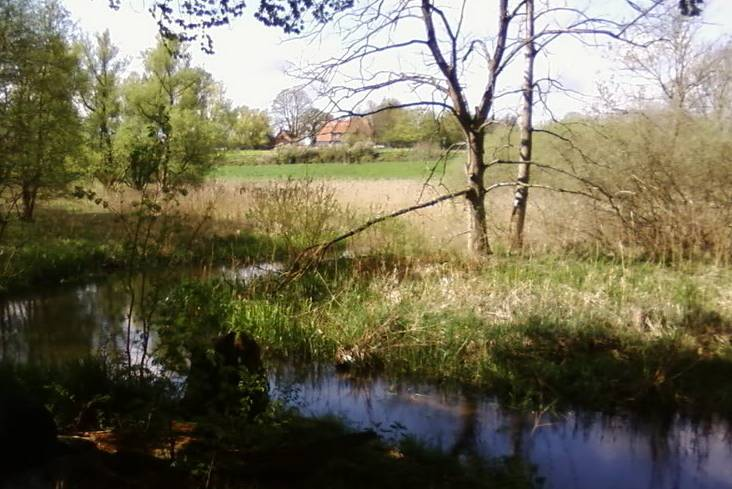
Mäander

Das Naturschutzgebiet Radegasttal ist ein Naturschutzgebiet in Mecklenburg-Vorpommern. Das 300 Hektar umfassende Schutzgebiet erstreckt sich als oft unter 100 Meter breites Band in Nord-Süd-Richtung von Gadebusch über Rehna bis zum westlich von Grevesmühlen gelegenen Ort Börzow. Schutzziel ist der Erhalt des Flusslaufs der Radegast vom Neddersee bei Gadebusch bis zur Mündung in die Stepenitz bei Börzow.
Der Gebietszustand wird als gut angesehen. Von der Stadt Rehna wird die Pflege der Feuchtwiesen gefördert. Zum Ausgleich der Nutzungsinteressen zwischen Naturschutz und Angelsport wurde im Jahr 2006 eine freiwillige Vereinbarung zur Angelnutzung geschlossen.
Zwischen Rehna und Gadebusch gibt es mehrere Wanderwege, die einen Blick ins Flusstal erlauben.